# Góra Żmijowa
Góra Żmijowa, Żmijowa – szczyt w Grupie Żurawnicy, która w regionalizacji fizycznogeograficznej Polski według Jerzego Kondrackiego zaliczana jest do Beskidu Małego, w nowszej regionalizacji z 2018 roku do Pasm Pewelsko-Krzeszowskich. Mapa Compassu podaje wysokość 585 m, na dokładniejszej mapie poziomicowej Geoportalu widać jednak, że Góra Żmijowa ma dwa szczyty o wysokości 591 m (zachodni) i 534 m (wschodni).
Góra Żmijowa to niewybitne wzniesienie znajdujące się w centralnej części pasma, w jego głównym grzbiecie, pomiędzy Gołuszkową Górą (715 m) na zachodzie a Prorokową Górą (584 m) na wschodzie. Północne, w większości porośnięte lasem stoki, schodzą ku dolinie Tarnawki, natomiast południowe, w znacznej części pokryte polanami, opadają ku źródłowej części doliny potoku Błądzonka.
Przez szczyt Góry Żmijowej, głównym grzbietem pasma, biegnie czerwono znakowany Mały Szlak Beskidzki. Na przełęczy między Żmijową a Prorokową Górą jest kapliczka, a rejon przełęczy to pola uprawne, dzięki temu z przełęczy oraz z podejścia na Żmijową rozciąga się panorama widokowa. W północnym kierunku widoczna są Śleszowice, Tarnawska Góra, grzbiet Leskowca z Jedlicznikiem, Jaszczurowa Góra i Suszycą. Bardziej na wschód, za doliną Skawy widać Jaroszowicką Górę, Działy Stryszowskie i Żar. Na południe widoki na Beskid Żywiecki i Makowski.
Przez szczyt i grzbietem Góry Żmijowej biegnie granica między Śleszowicami (stok północny) a Suchą Beskidzką (stok południowy) – obydwie w województwie małopolskiem, w powiecie suskim.
Szlaki turystyczne
 odcinek: Krzeszów – stoki Żurawnicy – Carchel – Gołuszkowa – Góra Żmijowa – Prorokowa Góra – Zembrzyce